# Hajime Ishii
Hajime Ishii (石井 肇, Ishii Hajime, Kanagawa, 26 mei 1959) is een Japans voormalig voetballer die als verdediger speelde en voetbaltrainer.

## Carrière
In 1978 ging Ishii naar de Nihon University, waar hij in het schoolteam voetbalde. Nadat hij in 1982 afstudeerde, ging Ishii spelen voor Nissan Motors. Ishii veroverde er in 1983 en 1985 de Beker van de keizer. Hij tekende in 1988 bij Otsuka Pharmaceutical. Ishii beëindigde zijn spelersloopbaan in 1991.
In 1988 werd hij bij Otsuka Pharmaceutical assistent-trainer. Tussen 1993 en 1995 trainde hij Otsuka Pharmaceutical als trainer. In 1997 werd hij bij Consadole Sapporo assistent-trainer, onder trainer Hugo Fernández. In 1997 behaalde de ploeg in de Japan Football League het kampioenschap en kreeg derhalve toestemming om toe te treden tot de J1 League. In oktober 1998 nam hij het roer over van de opgestapte Fernández als trainer.